# Arturo Carmassi
Arturo Carmassi (Lucca, 2 luglio 1925 – Empoli, 27 gennaio 2015) è stato uno scultore e pittore italiano.
“ (...) In qualsivoglia modo un Carmassi penetri nella tua casa, per baratto, per scambio di moneta contro merce, per donazione, per telecinesi, considera che esso non ti è pervenuto per accordarsi al colore delle pareti, per coprire lo sfregio di un'effrazione o lo scolorimento di un'usura. Una vena sotterranea dal percorso tanto improbabile quanto logico l'ha condotto a te: non sei tu che l'hai scelto, tu sei semplicemente il punto di confluenza di una sottilissima rete di occasioni e di eventi. (...)”
Andrea Camilleri in "Arturo Carmassi" (Quaderni della nuova Cairola, Milano, s.d., 1973).
"(..) Paradossalmente all'alba del XXI secolo Arturo è un artista, fra i più grandi, che dobbiamo ancora situare al suo vero posto in Europa (..)"
Jean-Marie Drot in "Arturo Carmassi" (catalogo mostra sala d'armi palazzo vecchio 1999, ed il Ponte, Firenze 1999).

## Biografia
Nasce a Lucca il 2 luglio 1925 e si trasferisce da bambino con la famiglia a Torino, dove studia alla Scuola del paesaggio Fontanesi e per un breve periodo all'Accademia Albertina. All'inizio della sua attività afferma una posizione indipendente all'interno di un mondo (quello della città di Torino) fortemente influenzato dai movimenti neocubisti che negli anni dell'immediato dopoguerra erano prevalenti. Dopo il suo trasferimento a Milano nel 1952 (città in quel periodo molto colta e aperta alle influenze del mondo internazionale dell'arte) entra definitivamente in contatto con le avanguardie storiche in questo periodo sempre più le sue opere si evidenziano per il carattere informale con elementi surrealisti.
Il suo linguaggio del primo periodo è incentrato su una personale ricerca di astrazione formale. Alla fine degli anni sessanta come evidenzia Raffaele Carrieri il linguaggio espressivo di Carmassi cambia e recupera il dato oggettivo dell'immagine, un ritorno alla "rappresentazione del paesaggio e della figura" che un altro critico del periodo Andrea Alibrandi indica come figure e racconti dai rimandi letterari da cui traspare la sua comunanza con il surrealismo, di quel periodo è l'amicizia con Patrick Wallberg un poeta vicino ad André Breton.
Il nuovo stile incentrato sulla ricerca di forme mitologiche e immagini evocative si modifica nuovamente e come nota tra gli altri Jean-Marie Drot, nell'ultimo decennio del XX secolo tende a diventare essenziale. Si è occupato durante tutta la sua carriera di pittura, scultura e incisione sperimentando tecniche diverse che vanno dal collage, alle sabbie agli oli, alle penne, all'uso di materiali non convenzionali come cera, cartone ondulato,  catrame, mallo di noce, vecchie stoffe, legno di steccato.
Ha trascorso gli ultimi anni della sua vita a Fucecchio, in Toscana.

## Mostre
Espone per la prima volta in una collettiva nel 1946, alla mostra nazionale del bianco e nero, a Torino; altre collettive da ricordare sono almeno la mostra Internazionale dell'Art Club 1949-1950, dal 1951 diverse rassegne di pittori d'oggi. Nel 1952 e nel 1954 espone alla XXVI e XXVII Esposizione internazionale d'arte di Venezia nel 1954 alla III Biennale di San Paolo (Brasile) e al "carnegie institute" di Pittsburgh per l'omonima International exibition, nel 1957 è in mostra al Brooklyn Museum of New York, nel 1958 alla biennale di scultura di Anversa, sempre nel 1958 alla biennale di Amsterdam, nel 1962 alla mostra della critica italiana, nel 1962 di nuovo e per la terza volta alla Esposizione internazionale d'arte di Venezia che dedica una sala personale alle sue opere plastiche, nel 1972 e nel 1986 alla X e XI Quadriennale di Roma.
Dopo la sua prima mostra personale alla galleria il Milione numerose sono le sedi internazionali prestigiose che ospitano sue personali che si susseguono dal 1948 tra cui si ricordano nel 1977 la mostra al Palazzo dei Diamanti a Ferrara a cura di Pierre Restany, nel 1977 la mostra sull'opera grafica al Musee d'art et d'histoire di Friburgo, nel 1980 la mostra alla Maison de la culture a Rennes, nel 1986 la mostra "museo dell'immaginario di Carmassi" a Roma all'accademia di Francia a Villa Medici a cura di Jean-Marie Drot che gli aveva dedicato tra l'altro un lungo film intervista nel 1980 per la televisione francese TF1, nel 1988 la mostra al museo di arte contemporanea di Arezzo, nel 1990 la mostra a Strasburgo organizzata dal Consiglio d'Europa e dall'amministrazione municipale della città, nel 1993 la mostra a Palazzo Lanfranchi (Pisa), nel 1997 la mostra alla Fondazione Querini Stampalia, nel 1999 la mostra a Firenze nella sala d'arme a Palazzo Vecchio, nel 2005 una serie di mostre per i suoi ottanta anni a partire dalla mostra "Arturo Carmassi, sabbie, dipinti e collages" ospitata al palazzo primavera a Terni, diverse altre si sono svolte in moltissime istituzioni pubbliche in Italia, in Grecia e in molti altri paesi. Nel 2017 la fondazione Banca del Monte di Lucca gli ha dedicato una mostra personale curata da Massimiliano Simoni e Maria Stuarda Varetti.
Numerosi sono i riconoscimenti tra i quali nel 1950 un riconoscimento in occasione del premio Alfieri dedicato al disegno ad Asti con la tecnica mista Testa di Donna, nel 1953 la vittoria al Premio di pittura Golfo della Spezia per l'opera dal titolo Case sul mare e la vittoria al Premio Michetti del 1965.

## Fortuna critica
Del suo lavoro hanno parlato critici e scrittori di fama internazionale quali Leonardo Sciascia che ha curato la recensione di un catalogo e vari scritti, Patrick Waldberg, Andrea Camilleri che racconta di essersi ispirato ad un catalogo di una mostra di Arturo Carmassi curato da Sciascia per un suo romanzo, Mario de Micheli, Pierre Restany, Jean-Marie Drot, Franco Russoli, Beniamino Joppolo, Filiberto Menna, Beatrice Buscaroli, Roberto Tassi, Giovanni Maria Accame, Geno Pampaloni, Andrea Zanzotto, Raffaele Carrieri, ecc. Numerose sono le gallerie che hanno esposto le sue opere tra i vari galleristi anche Enzo Spadon che ha intrapreso dal 2006 un lavoro di esposizioni delle opere di Arturo Carmassi che produrrà diverse mostre presso gallerie Italiane e straniere, fra le quali alla Fiera di Bologna e al Grand Palais di Parigi.

## Musei e opere pubbliche
Molti sono i musei e le istituzioni che ospitano le sue opere. Una sua opera è conservata al Musée cantonal d'art de Lugano il bozzetto della sua scultura collocata alla fondazione Carmassi-Druart si trova al museo dei bozzetti di Pietrasanta, tra le sue opere scultoree collocate in spazi pubblici si possono qui ricordare la scultura "Oleandra" realizzata per il comune di Pontedera e la scultura Eloisa al parco Corsini sotto la torre medievale di Fucecchio, nel 1982 realizza il drappellone per il Palio di Siena,si trova nella collezione permanente del museo dell'otto e del novecento MAON a Rende, al secondo piano del museo di Palazzo Mazzetti ad Asti sono esposte le opere con cui ha partecipato alla prima edizione del premio Alfieri nel 1951, due sue opere del 1956 sono esposte alla Casa-museo Boschi Di Stefano a Milano, nel museo D'Arte Contemporanea Carnevalotto a Viareggio è presente l'opera con cui nel 2009 ha vinto il Premio Carnevalotto, Un suo olio la vigna del 1965 è conservato presso il Museo Michetti, due sue incisioni si trovano presso la Pinacoteca e Museo Civico di Urbania, un suo autoritratto è esposto alla Galleria degli Uffizi donato nel 1981 dalla moglie Marisa Carmassi Druart.